# Transgressive Records
Transgressive Records — независимый лейбл звукозаписи, основанный в Лондоне(Англия) в 2004.
Основателями были Тим Дилоу и Тоби Л, которые впервые встретились на концерте Bloc Party.
Первой звукозаписью, выпущенной компанией, был сингл группы The Subways под названием 1am, за которым последовали синглы Mystery Jets, The Young Knives и Regina Spektor.
Текущие исполнители в списке Transgressive Records включают Flume, SOPHIE, Songhoy Blues, Alvvays, Gengahr, Джулия Джеклин и Hippo Campus.
Компания также сформировала Transgressive Management, которая обеспечивает всемирное представительство артистов и сопутствующие услуги. Она работает с Johnny Flynn, Blaenavon, Marika Hackman и Let’s Eat Grandma, а также Two Door Cinema Club, Foals, Benny Mails, Odetta Hartman и другие.